# Ляскі (гміна Червенськ)
Ляскі (пол. Laski, нім. Läsgen) — село в Польщі, у гміні Червенськ Зеленогурського повіту Любуського воєводства.
Населення — 548 осіб (2011).
У 1975-1998 роках село належало до Зеленогурського воєводства.

## Демографія
Демографічна структура станом на 31 березня 2011 року:
|          | Загалом | Допрацездатний вік | Працездатний вік | Постпрацездатний вік |
| -------- | ------- | ------------------ | ---------------- | -------------------- |
| Чоловіки | 285     | 69                 | 199              | 17                   |
| Жінки    | 263     | 51                 | 168              | 44                   |
| Разом    | 548     | 120                | 367              | 61                   |